# Neurotoca
Neurotoca là một chi bướm đêm thuộc họ Geometridae.